# 사토 겐이치 (야구인)
사토 겐이치(일본어: 佐藤 兼伊知, 본명 : 佐藤 健一(동음), 1959년 9월 13일 ~ )는 일본의 전 프로 야구 선수이자 야구 지도자, 야구 해설가·평론가이다. 홋카이도 삿포로시 시로이시구 출신이며 현역 시절 포지션은 내야수였다.

## 인물
홋카이 고등학교 시절에는 팀의 에이스로서 1977년 하계 고시엔 대회 미나미홋카이도 예선에서 결승에 진출했지만 삿포로 상업고등학교에게 패한 바람에 고시엔 대회 출전은 이루지 못했다.
1977년 프로 야구 드래프트 5순위로 롯데 오리온스에 입단, 1979년에 내야수로 전향했다. 벤치 멤버로 있던 생활이 길었지만 프로 9년째인 1986년에는 미즈카미 요시오의 결장이 있어서 유격수, 3루수, 2루수를 겸해 활약하는 등 그 해엔 첫 규정 타석(22위, 타율 0.283)에 도달했다. 이듬해에도 유틸리티 플레이어로 기용돼 탄탄한 수비와 승부가 강한 타격을 보여줬다. 1989년에는 개막 직후에 부상을 당하면서 결장이 불가피했지만 이후에 유격수로 자리잡았고 타율 2할 9푼 7리의 좋은 성적을 냈다. 1990년에는 통산 두 번째로 규정 타석(18위, 타율 0.271)을 채웠지만 이듬해 1991년에는 미나미부치 도키타카와 병용돼 출전 기회가 줄어들었다. 같은 해 시즌 도중에는 등록명(佐藤兼伊知)을 변경했고 이듬해 1992년 시즌 종료 후 14년 간의 현역 생활을 은퇴했다.
은퇴 후에는 1993년부터 지바 롯데의 코치를 맡고 있었지만, 2007년 10월 6일에 구단에서 다음 시즌의 계약을 맺지 않겠다는 통보를 받고 야구 진흥 사업 담당으로 보직을 변경했다. 2008년부터 진흥부 테크니컬 코치로서 베이스볼 아카데미에서의 해외 제휴 구단과 지바현내의 야구 교실에서 지도를 맡고 있었다. 2008년에는 해외 제휴 구단이자 중국야구리그 팀인 장쑤 호프스타스의 감독으로 부임해 현역 시절 동료인 소노카와 가즈미가 투수 코치를 맡았다.
2010년 시즌부터는 지바 롯데에 복귀하여 2군 내야 수비 주루 코치를 맡았고 2012년부터 지바 롯데의 1군 내야 수비 주루 코치를 지낸 뒤, 2015년부터 2017년까지 2군 내야 수비 주루 코치를 맡았다. 2018년부터는 닛폰 TV의 야구 해설가로 부임했다.

## 상세 정보

### 출신 학교
- 홋카이 고등학교

### 선수 경력
- 롯데 오리온스·지바 롯데 마린스(1978년 ~ 1992년)

### 지도자 경력
- 지바 롯데 마린스 코치(1993년 ~ 2007년)
- 장쑤 호프스타스 감독(2008년 ~ 2009년)
- 지바 롯데 마린스 2군 내야 수비 주루 코치(2010년 ~ 2011년, 2015년 ~ 2017년)
- 지바 롯데 마린스 1군 내야 수비 주루 코치(2012년 ~ 2014년)

### 개인 기록

#### 첫 기록
- 첫 출장 : 1979년 10월 20일, 대 긴테쓰 버펄로스 후기 13차전(가와사키 구장), 8회초에 유격수로서 출장
- 첫 안타·첫 타점 : 1980년 5월 17일, 대 긴테쓰 버펄로스 전기 6차전(가와사키 구장), 7회말에 무라타 다쓰미로부터
- 첫 홈런 : 1982년 5월 23일, 대 한큐 브레이브스 전기 9차전(시마네 현립 하마야마 공원 야구장), 7회초에 야마구치 다카시로부터 솔로 홈런
- 첫 도루 : 1982년 5월 27일, 대 닛폰햄 파이터스 전기 12차전(가와사키 구장), 7회말에 2루 안착(투수 : 에나쓰 유타카, 포수 : 오미야 다쓰오)

#### 기록 달성 경력
- 통산 1000경기 출장 : 1992년 7월 1일, 대 세이부 라이온스 12차전(지바 마린 스타디움), 9번·2루수로서 선발 출장 ※역대 302번째(고마다 노리히로와 같은 날에 달성)

### 등번호
- 54(1978년 ~ 1983년)
- 23(1984년 ~ 1992년)
- 78(1993년 ~ 1994년)
- 76(1995년 ~ 2007년)
- 83(2010년 ~ 2012년)
- 81(2013년 ~ 2017년)

### 등록명
- 佐藤 健一(1978년 ~ 1991년 6월 26일)
- 佐藤 兼伊知(1991년 6월 27일 ~ )

### 연도별 타격 성적
| 연 도       | 소 속          | 경 기 | 타 석 | 타 수 | 득 점 | 안 타 | 2 루 타 | 3 루 타 | 홈 런 | 루 타 | 타 점 | 도 루 | 도 루 자 | 희 생 번 | 희 생 플 | 볼 넷 | 고 4 | 사 구 | 삼 진 | 병 살 타 | 타 율 | 출 루 율 | 장 타 율 | O P S |
| ----------- | -------------- | ----- | ----- | ----- | ----- | ----- | ------- | ------- | ----- | ----- | ----- | ----- | -------- | -------- | -------- | ----- | ---- | ----- | ----- | -------- | ----- | -------- | -------- | ----- |
| 1979년      | 롯데 지바 롯데 | 1     | 1     | 1     | 0     | 0     | 0       | 0       | 0     | 0     | 0     | 0     | 0        | 0        | 0        | 0     | 0    | 0     | 1     | 0        | .000  | .000     | .000     | .000  |
| 1980년      | 롯데 지바 롯데 | 17    | 13    | 12    | 1     | 3     | 0       | 0       | 0     | 3     | 1     | 0     | 0        | 0        | 0        | 0     | 0    | 1     | 1     | 0        | .250  | .308     | .250     | .558  |
| 1981년      | 롯데 지바 롯데 | 25    | 11    | 10    | 6     | 1     | 0       | 0       | 0     | 1     | 1     | 0     | 1        | 0        | 1        | 0     | 0    | 0     | 4     | 0        | .100  | .091     | .100     | .191  |
| 1982년      | 롯데 지바 롯데 | 22    | 26    | 24    | 6     | 5     | 1       | 0       | 1     | 9     | 1     | 1     | 0        | 1        | 0        | 1     | 0    | 0     | 9     | 0        | .208  | .240     | .375     | .615  |
| 1983년      | 롯데 지바 롯데 | 85    | 106   | 97    | 15    | 26    | 3       | 1       | 4     | 43    | 13    | 1     | 1        | 3        | 0        | 5     | 0    | 1     | 19    | 0        | .268  | .311     | .443     | .754  |
| 1984년      | 롯데 지바 롯데 | 77    | 181   | 166   | 20    | 35    | 12      | 0       | 5     | 62    | 21    | 0     | 4        | 5        | 1        | 7     | 0    | 2     | 28    | 3        | .211  | .250     | .373     | .623  |
| 1985년      | 롯데 지바 롯데 | 89    | 137   | 119   | 21    | 31    | 5       | 1       | 3     | 47    | 16    | 0     | 1        | 8        | 3        | 6     | 0    | 1     | 17    | 4        | .261  | .295     | .395     | .690  |
| 1986년      | 롯데 지바 롯데 | 126   | 426   | 381   | 41    | 108   | 26      | 1       | 9     | 163   | 46    | 5     | 3        | 10       | 5        | 22    | 1    | 8     | 50    | 6        | .283  | .332     | .428     | .760  |
| 1987년      | 롯데 지바 롯데 | 116   | 367   | 315   | 47    | 72    | 17      | 2       | 9     | 120   | 33    | 11    | 2        | 18       | 4        | 28    | 0    | 2     | 45    | 6        | .229  | .292     | .381     | .673  |
| 1988년      | 롯데 지바 롯데 | 106   | 298   | 252   | 33    | 60    | 16      | 0       | 6     | 94    | 26    | 7     | 2        | 13       | 1        | 29    | 1    | 3     | 51    | 10       | .238  | .323     | .373     | .696  |
| 1989년      | 롯데 지바 롯데 | 100   | 374   | 333   | 31    | 99    | 14      | 3       | 11    | 152   | 48    | 3     | 2        | 16       | 1        | 21    | 1    | 3     | 47    | 9        | .297  | .344     | .456     | .800  |
| 1990년      | 롯데 지바 롯데 | 118   | 450   | 361   | 48    | 98    | 15      | 2       | 9     | 144   | 43    | 5     | 0        | 47       | 0        | 37    | 2    | 5     | 71    | 3        | .271  | .347     | .399     | .746  |
| 1991년      | 롯데 지바 롯데 | 86    | 243   | 208   | 16    | 49    | 10      | 1       | 4     | 73    | 20    | 2     | 1        | 12       | 1        | 14    | 2    | 8     | 30    | 5        | .236  | .307     | .351     | .658  |
| 1992년      | 롯데 지바 롯데 | 73    | 188   | 154   | 13    | 32    | 4       | 0       | 4     | 48    | 11    | 1     | 1        | 16       | 1        | 15    | 1    | 2     | 29    | 1        | .208  | .285     | .312     | .597  |
| 통산 : 14년 | 통산 : 14년    | 1041  | 2821  | 2433  | 298   | 619   | 123     | 11      | 65    | 959   | 280   | 36    | 18       | 149      | 18       | 185   | 8    | 36    | 402   | 47       | .254  | .314     | .394     | .709  |

- 롯데(롯데 오리온스)는 1992년에 지바 롯데(지바 롯데 마린스)로 구단명을 변경.